# Gran dirombidodecàedre dixato
En geometria, el gran dirombidodecàedre dixato, també anomenat figura de Skilling, és un políedre estelat uniforme degenerat.
Es pot construir com una o exclusiva (fusió) del gran dirombicosidodecàedre i el compost de vint octàedres.